# Paul Herijgers
Paul Herijgers (Herentals, 22 novembre 1962) è un ex ciclocrossista e mountain biker belga.
Fu campione del mondo di ciclocross nel 1994 e campione belga di ciclocross nel 1993 e nel 1997; vinse inoltre la coppa del mondo di ciclocross 1993-1994 e per cinque volte consecutive, dal 1993 al 1997, la classifica finale del Gazet van Antwerpen Trofee.

## Palmarès

### Ciclocross
- 1991-1992

Kasteelcross (Zonnebeke)
- 1992-1993

Vlaamse Industrieprijs Bosduin, 5ª prova Gazet van Antwerpen Trofee (Kalmthout)
Veldrit Sint Jozef, 6ª prova Gazet van Antwerpen Trofee (Rijkevorsel)
Campionati belgi
Kasteelcross (Zonnebeke)
Krawatencross, 8ª prova Gazet van Antwerpen Trofee (Lille)
- 1993-1994

1ª prova Coppa del mondo (Eschenbach)
2ª prova Coppa del mondo (Eindhoven)
Vlaamse Aardbeiencross, 1ª prova Gazet van Antwerpen Trofee (Hoogstraten)
International Radquer Steinmaur (Steinmaur)
Grand Prix de la Commune de Contern (Contern)
Cyclocross Ravels, 3ª prova Gazet van Antwerpen Trofee (Ravels)
Cyclocross Gieten, 1ª prova Superprestige (Gieten)
Ziklokross Igorre, 3ª prova Coppa del mondo (Igorre)
Veldrit Sint Jozef, 6ª prova Gazet van Antwerpen Trofee (Rijkevorsel)
Kasteelcross (Zonnebeke)
Campionati del mondo
Krawatencross, 7ª prova Gazet van Antwerpen Trofee (Lille)
Cyclo-cross de Harnes, 9ª prova Superprestige (Harnes)
- 1994-1995

International Radquer Steinmaur (Steinmaur)
Jaarmarktcross, 2ª prova Gazet van Antwerpen Trofee (Niel)
Cyclocross Diksmuide (Diksmuide)
Duinencross (Koksijde)
Cyclocross Gieten, 3ª prova Superprestige (Gieten)
Grote Prijs Rouwmoer, 3ª prova Gazet van Antwerpen Trofee (Essen)
Gran Premio Selle Italia, 8ª prova Superprestige (Silvelle di Trebaseleghe)
Vlaamse Industrieprijs Bosduin, 6ª prova Gazet van Antwerpen Trofee (Kalmthout)
Veldrit Sint-Jozef, 7ª prova Gazet van Antwerpen Trofee (Rijkevorsel)
Cyclocross Ruddervoorde (Ruddervoorde)
Gran Premio dell'Epifania (Solbiate Olona)
Kasteelcross (Zonnebeke)
Krawatencross, 7ª prova Gazet van Antwerpen Trofee (Lille)
Cyclo-cross de Harnes (Harnes)
Internationale Sluitingsprijs, 8ª prova Gazet van Antwerpen Trofee (Oostmalle)
- 1995-1996

Vlaamse Aardbeiencross, 1ª prova Gazet van Antwerpen Trofee (Hoogstraten)
International Radquer Steinmaur (Steinmaur)
Grand Prix de la Commune de Contern (Contern)
Jaarmarktcross, 2ª prova Gazet van Antwerpen Trofee (Niel)
Grote Prijs Rouwmoer, 3ª prova Gazet van Antwerpen Trofee (Essen)
Veldrit Sint Jozef, 6ª prova Gazet van Antwerpen Trofee (Rijkevorsel)
Sylvestercross (Soestduinen)
Azencross, 6ª prova Coppa del mondo (Loenhout)
Kasteelcross (Zonnebeke)
Weversmisdagcross (Otegem)
Internationale Sluitingsprijs, 8ª prova Gazet van Antwerpen Trofee (Oostmalle)
- 1996-1997

Noordzeecross (Middelkerke)
Ciclocross (Aquisgrana)
Kermiscross (Ardooie)
Cyklokros Tábor (Tábor)
Ciclocross di Parabiago (Parabiago)
Veldrit Sint Jozef, 5ª prova Gazet van Antwerpen Trofee (Rijkevorsel)
Sylvester Cyclocross (Veldegem)
Centrumcross (Surhuisterveen)
Campionati belgi
International Radquer Obergösgen (Obergösgen)
Internationale Sluitingsprijs, 7ª prova Gazet van Antwerpen Trofee (Oostmalle)
- 1997-1998

Ciclocross (Moerbeke)
Kermiscross (Ardooie)
Noordzeecross (Middelkerke)
Ciclocross (Durana)
International Radquer Obergösgen (Obergösgen)
Gran Premio Cartoveneta (Scorzè)
- 1998-1999

Kermiscross (Ardooie)
Gran Premio Cartoveneta (Scorzè)
- 1999-2000

Ciclocross (Nottingham)
BCCA International Cyclo Cross (Londra)

#### Altri successi
- 1992-1993

Classifica finale Gazet van Antwerpen Trofee
- 1993-1994

Classifica finale Gazet van Antwerpen Trofee
Classifica finale Coppa del mondo
- 1994-1995

Classifica finale Gazet van Antwerpen Trofee
- 1995-1996

Classifica finale Gazet van Antwerpen Trofee
- 1996-1997

Classifica finale Gazet van Antwerpen Trofee

### MTB
- 1990

Campionati belgi, Cross country
- 1991

Campionati belgi, Cross country
- 1992

Campionati belgi, Cross country

## Piazzamenti

### Competizioni mondiali
- Coppa del mondo di ciclocross

1993-1994: vincitore
1994-1995: 9º
- Campionati del mondo di ciclocross

Koksijde 1994: vincitore
Montreuil 1996: 28º
Monaco di Baviera 1997: 25º
- Campionati del mondo di mountain bike

Barga 1991 - Downhill: 7º

## Riconoscimenti
- Vélo de cristal: 1994